# Julio César Muñoz Ramos
Julio César Muñoz Ramos (Huétor Tájar, Granada, 26 de julio de 1971), conocido por Julio Muñoz, fue un jugador de balonmano profesional, nacido y formado en la cantera de Huétor Tájar, que jugó en diversos equipos de la liga ASOBAL y en la Selección española.

## Trayectoria deportiva

### Comienzos en el EB Huétor Tájar
Sus inicios en el balonmano se remontan a su etapa escolar en Huétor Tájar, influenciado por le escuela municipal de balonmano (dirigida por Mustafa Liasid) y por Sebastián Castillo (jugador hueteño que jugó en División de Honor en el Granollers). En 1991, de la mano de Manolo Páez ascendió a 1ª División A, con tan sólo 20 años, aunque una lesión en la espalda y la incorporación de Justo Rodríguez lo relegaron del equipo titular gran parte del año. En la temporada 1991/92, ya de la mano de Juan Antón con un equipo muy joven se logró un meritorio 7º puesto en la categoría, y además, con la base de la primera plantilla se logró el subcampeonato de España en la categoría júnior por detrás del FC Barcelona. La temporada 1993/94 consiguió el ascenso a la liga ASOBAL, acompañado de otros granadinos como los hermanos Israel y Fran Pérez, Antonio Borregón, Peri Carmona (el capitán), Ignacio Chirosa o Justo Rodríguez.

### Liga ASOBAL

#### EB Huétor Tájar
Julio Muñoz debutó en la liga ASOBAL con su club natal el EB Huétor Tájar, en el que logró el hito de ascender a la máxima división del balonmano nacional.

#### Pilotes Posada
Tras el descenso de división y la desaparición del club por problemas económicos, inició su andadura en el Pilotes Posada, club en el que jugó a un gran nivel.

#### CBM Gáldar
Tras tres temporadas en el club fichó por el CBM Gáldar club en el que alcanzó su más alto nivel, logrando la internacionalidad y el galardón de máximo goleador de la liga ASOBAL (2000/01).

#### CBM Ciudad Real
En el año 2001 fichó como gran estrella por el CBM Ciudad Real. El equipo manchego creó un gran proyecto deportivo y consiguió reunir a grades figuras como Talant Dujshebaev, Serguéi Pogorélov, Henning Wiechers, Christian Hjermind, Santiago Urdiales e Iker Romero, que junto al hueteño lograron conseguir la Recopa de Europa en una polémica final ante los alemanes del Flensburg.  Al título continental se suma un subcampeonato en la Copa del Rey. Sin embargo, las lesiones empezaron a aparecer en su vida deportiva. A finales de abril de 2002 fue intervenido quirúrgicamente con éxito, por el doctor Guillén en la Clínica Centro de Madrid, para extraerle uno de los huesos sesamoideos de su pie derecho. Tras la operación la temporada finalizó para él, lo cual le impidió su convocatoria para la selección en el europeo de Suecia'02.

#### Ademar León
Las lesiones provocaron que el CBM Ciudad Real no contara con Julio Muñoz para la temporada siguiente. En julio de 2002 las negociaciones por la cesión del jugador hueteño entre el Ciudad Real y el CBM Valladolid estaban bastante avanzadas. Jaime González, presidente del club castellanoleonés buscaba un salto de calidad en una plantilla que se presentaba como una de las más compensadas de los últimos años.
Finalmente, el CBM Ademar se interesó por el fichaje de Julio, y este se negó a ser cedido y apostó por el club leonés de la mano de Manolo Cadenas, en el que finalizaría su carrera deportiva.
En la temporada 2003/04 se lesionó de cierta gravedad en el transcurso del partido de la sexta jornada de la Liga de Campeones en Montpellier. Un empujón fortuito del francés Karabatic le agravó una vieja lesión de hernia discal que finalmente forzó su retirada del balonmano en activo a los 32 años.

#### Clubs en la ASOBAL
- EB Huétor Tájar: 1 temporada (1994/95)
- Pilotes Posada: 3 temporadas (1995/96 - 1997/98)
- CBM Gáldar: 3 temporadas (1998/99 - 2000/01)
- CBM Ciudad Real: 1 temporada (2001/02)
- CBM Ademar: 2 temporadas ( 2002/03 - 2003/04)

### Selección Española
El estreno de Julio con la selección se produjo al final de la temporada 1994/95. Con el EB Huétor Tájar había hecho una excepcional campaña, marcando 210 goles. Fue convocado para un cuadrangular en Suiza (Torneo Internacional 4 Naciones) durante el 21 al 23 de abril de 1995, en el que España se impuso en sus tres enfrentamientos ante Suiza, Alemania y Rusia. Julio anotó 4 goles.
Después de esta convocatoria hubo un parón con la selección. Su siguiente llamada fue con motivo de los Juegos del Mediterráneo de Túnez del 2001. Julio venía de ser el máximo goleador de la liga Asobal con el Gáldar y ser considerado como el tercer mejor jugador de la temporada. España acudió con una selección de segundo nivel ante selecciones que se habían preparado esta cita más a conciencia. España perdió ante Francia en el partido por la medalla de bronce, conformándose con un cuarto puesto. Julio consiguió anotar 18 goles, además de 7 en 2 partidos previos.
Después lo citaron para la concentración de diciembre bajo el mando de César Argilés, ya jugando como una de las estrellas del Ciudad Real,  pero no pudo jugar debido al dolor en el pie, provocado por una fisura en la rótula y una luxación en el dedo gordo, precisamente contra su exequipo el Gáldar.
Las lesiones hicieron que durante la campaña 2001/02 no tuviera una continuidad en el juego, no siendo convocado finalmente para el Europeo de Suecia y poniendo el final a la etapa con la selección de Julio Muñoz, que terminó con 10 partidos jugados y 29 goles anotados.

#### Partidos con la Selección
| Fecha      | Competición                     | Lugar      | Rival     | Resultado | Goles |
| ---------- | ------------------------------- | ---------- | --------- | --------- | ----- |
| 14/09/2001 | Juegos Mediterráneos            | Túnez      | Francia   | 21-22     | 4     |
| 13/09/2001 | Juegos Mediterráneos            | Túnez      | Túnez     | 27-28     | 4     |
| 12/09/2001 | Juegos Mediterráneos            | Túnez      | Eslovenia | 32-25     | 2     |
| 10/09/2001 | Juegos Mediterráneos            | Túnez      | Francia   | 17-22     | 5     |
| 08/09/2001 | Juegos Mediterráneos            | Túnez      | Grecia    | 28-21     | 3     |
| 29/08/2001 | Amistoso                        | Veseu      | Portugal  | 22-15     | 3     |
| 28/08/2001 | Amistoso                        | Veseu      | Grecia    | 26-22     | 4     |
| 23/04/1995 | Torneo Internacional 4 Naciones | Zúrich     | Rusia     | 23-17     | 0     |
| 22/04/1995 | Torneo Internacional 4 Naciones | Olten      | Alemania  | 21-20     | 1     |
| 21/04/1995 | Torneo Internacional 4 Naciones | St. Gallen | Suiza     | 22-20     | 3     |

## Títulos
- 2001/02
  - Campeón de la Recopa de Europa
  - Subcampeón de la Copa del Rey

## Reconocimientos individuales
- 2000/01 Máximo goleador de la liga ASOBAL
- 2000/01 Tercer mejor jugador de la temporada
- 2013 y 2014 Finalista en la categoría de "Leyenda deportiva", premio otorgado por la Asociación Española de la Prensa Deportiva de Granada.

## Vida privada
Está casado con Mar, con la que tiene dos hijos, Laura y Álvaro, nacidos en el 2011 y 2014.
Tras la retirada, finalizó su carrera de Arquitectura Técnica y en 2004 empezó a trabajar en el sector de la construcción, año y medio con Aldesa en Madrid y los siguientes diez años junto a su amigo y excompañero en el Huétor Pedro Carmona en el Grupo Camt. Desde 2015, regenta una tienda de hogar y decoración “Mi casa” en la calle San Antón, en Granada.
- Datos: Q5955083